# Ghiacciaio Collins
Il ghiacciaio Collins è un ghiacciaio lungo circa 20 km situato sulla costa di Mawson, in Antartide. In particolare il ghiacciaio, il cui punto più alto si trova circa 970 m s.l.m., si trova a nord del monte Newton, nei monti del Principe Carlo, e qui fluisce verso nord-est fino ad unire il proprio flusso a quello del ghiacciaio Mellor, alla confluenza con il quale arriva ad avere una larghezza di 20 km.

## Storia
Il ghiacciaio Collins è stato mappato grazie a fotografie aeree scattate durante le spedizioni australiane di ricerca antartica svolte fra il 1956 e il 1960 ed è stato così battezzato dal Comitato australiano per i toponimi e le medaglie antartici in onore di Neville Joseph Collins, capo meccanico presso la stazione Mawson nel 1960.